# 激戰！彈珠人eS
《爆戰！彈珠人eS》（クロスファイト ビーダマンeS）是《彈珠人》系列玩具其中一部動畫作品

## 故事概要
一個晴朗的早晨，在一間經營餐館的隔樓裡，傳出碰撞聲音......一名跌坐在床下，睡眼惺忪的少年正問著自己：「這是夢嗎......」
也許只是一場夢，在夢裡，少年持著彈珠人，對著黑暗的一方射出了彈珠後，便看見了某個曙光，只是在看清楚之前夢便醒了。之後在家人的催促之下，與姐姐一同前往市集採買食材。在路途中，姐姐見到一羣孩子正在對戰，不免擔心起少年開來，心想「他可以承受這個打擊嗎??」，是的，夢不是假的，這是一個悲傷的過去，姐姐不願意再提起它。返回家後，開始餐館一天的忙錄，少年負責外場，姐姐負責內場，各取所需。很快的，一個尖峯時段過去，正要放鬆之際，一通電話打來，要求餐館外送，少年接獲後，便依照指示製作餐點並送達指定地點，然而不知道的是，這通外送電話，卻是重啟這段悲傷的開始......。

## 登場人物

### 主要角色
- 御代火紋（御代カモン）

本輯主角，性格開朗熱血，運動神經十分發達。故事開始時失去了部分記憶。在遇見彈珠人店店長(事實上是他的父親)後，被引導組裝出爆炎朱雀。他和爆炎朱雀隨後決定以「彈珠人第一名」為目標戰鬥。在相遇時，兩人均有種怪異的熟悉感，但都沒有在意。實際上，火紋正是被革職的南區B-Master/南區彈珠人大師（臺灣）。因為身為彈珠人至尊的兄長龍馬提出了Road Fight/熱鬥彈珠人大會(臺灣)這種「勝者為王」的惡劣比賽，所以作為南區B-Master/南區彈珠人大師（臺灣）發出挑戰，可惜戰敗。此戰亦使爆炎朱雀被破壞，火紋因承受不住失去它的打擊而失去有關彈珠人的所有記憶，包括父親和兄長龍馬的事。後來因為被不知火百虎迫至絕境，身心一度因戰敗於龍馬的恐懼而受黑暗控制，再戰時靠滿和影狼的聲援才清醒；到了龍馬出現在他面前，更是完全墮落，並受龍馬的謎樣力量洗腦。後來龍崎翔與天翼蒼龍挑戰，在青龍和朱雀石板所放出的聖獸力量幫助下，不但脫離洗腦，更和爆炎朱雀一起恢復記憶。目前回到南區B-Master/南區彈珠人大師（臺灣）的位置，和被任命為東區B大師/東區彈珠人大師（臺灣）的龍崎翔一起推廣Cross Fight/激戰彈珠人大會（臺灣）。
配音：內匠靖明（日本）、孫誠(激戰！彈珠人最終話)→郭馨雅（臺灣）、胡家豪（香港）
持有彈珠人：爆炎朱雀、神翼爆炎朱雀、烈風爆炎朱雀、終極爆炎朱雀（臺灣）
超技呼號：一口氣燃燒吧!爆炎朱雀、加速燃燒吧!爆炎朱雀（臺灣）
- 蜂須賀充（蜂須賀ミツル）

有三個手下。曾見過時任南區彈珠人師的火紋
配音：水澤史繪（日本）、丘台名（臺灣）、袁淑珍（香港）
持有彈珠人：狙擊黃蜂
超技呼號：勇猛直前刺穿吧!狙擊黃蜂（臺灣）
- 龍崎翔（龍々崎カケル）

前作主角,於第15話以假面男子身份帶着神威蒼龍出現在新主角御代火紋面前並挑戰他,後在21話以龍崎翔身份帶着天翼蒼龍參加東區彈珠人大師決定戰,再次出現在新主角御代火紋面前,於第26話把受彈珠人至尊御代龍馬洗腦而變壞的御代火紋擊敗,使他脫離控制之餘更恢復記憶(受朱雀、青龍兩隻聖獸協助），被火紋任命為東區彈珠人大師
配音：大原桃子（日本）、郭馨雅（臺灣）、黃玉娟（香港）
持有彈珠人：鋼鐵神威蒼龍→天翼蒼龍（臺灣）
超技呼號：揮灑湛藍吧!天翼蒼龍（臺灣）
- 闇黒寺源太（闇黒寺 ゲンタ）

配音：寺島拓篤（日本）、關令翹（香港）
持有彈珠人：神風玄武
超技呼號：飛越無限時空吧!神風玄武
- 御代龍馬（御代リョーマ）

配音：前野智昭（日本）、孫誠（臺灣）、麥皓豐（香港）
終極反派，御代火紋的哥哥，前彈珠人至尊（於第52集辭職彈珠人至尊位置，轉給火紋)。
持有彈珠人：幻影麒麟(究極聖獸-邪)、右旋龍獸、左旋神馬
超技呼號：：翱翔於天際吧！幻影麒麟、翱翔於天際吧！右旋龍獸、左旋神馬
- 不知火百虎(臺灣)（不知火ビャクガ）

配音：渡邊明乃（日本）、陳彥鈞（臺灣）、李致林（香港）
持有彈珠人：王者白虎、烈風王者白虎、終極王者白虎（臺灣）
超技呼號：撕裂森羅萬象吧!王者白虎、撕裂森羅萬象吧!烈風王者白虎、撕裂森羅萬象吧!終極王者白虎
- 拜陽炎（臺灣）（拝カゲロウ）

不信任所有人
配音：羽多野涉（日本）、陳彥鈞（臺灣）、劉奕希（香港）
持有彈珠人：銀牙天狼
超技呼號：咬碎一切吧!銀牙天狼

### WBMA
- 鷲村幸秀（鷲村ユキヒデ）

為支援白銀昴而去到克雷斯蘭。
配音：岡本寬志（日本）、陳彥鈞（臺灣）、張裕東（香港）
持有彈珠人：翱翔獵鷹
超技呼號：漫天飛舞吧!翱翔獵鷹
- 黑淵巴薩拉（黒渕バサラ）

配音：立花慎之介（日本）、陳彥鈞（臺灣）、鄧港文（香港）
持有彈珠人：帝王黑龍
超技呼號：散播黑暗的恐怖吧!帝王黑龍
- 蠍宮朱紋（蠍宮シュモン）

出場時經常擺出一副高傲的樣子，且不把對手看在眼裡，但不擅長應付女性；專長速攻型的作戰
配音：相澤舞（日本）、伍秀霞（香港）
持有彈珠人：刺客毒蠍
超技呼號：像流星一樣，貫穿天際吧!刺客毒蠍
- 焰直哉（焔ナオヤ）

配音：鈴木千尋（日本）、曹啟謙（香港）
持有彈珠人：熾焰紅龍、終極熾焰紅龍
超技呼號：在灼熱中融化吧!熾焰紅龍、在灼熱中融化吧!終極熾焰紅龍
- 來堂皇牙（来堂オウガ）

配音：興津和幸（日本）、周良鴻、黃啟昌（代配）（香港）
持有彈珠人：爆擊雄獅
超技呼號：聽百獸之王的怒吼吧!爆擊雄獅
- 角突龍堂（つのつきリュウドウ）

配音：紗上唄菜（日本）、李鎮然（香港）
持有彈珠人：狂暴三角龍
超技呼號：一撃必殺,衝撞吧!狂暴三角龍
- 白銀昴（白銀スバル）

接受天寶院實篤的指示去克雷斯蘭查清Road Fight的真相。
配音：國立幸（日本）、丘台名（臺灣）、謝潔貞（香港）
持有彈珠人：超音白龍 (香港)
超技呼號：呼喚出最強嘅暴風雨啦!超音白龍 (香港)
- 天寶院琉璃（天宝院ルリ）

配音：清水愛（日本）、劉如蘋（臺灣）、陳皓宜（香港）
- 天寶院實篤（天宝院実篤）

配音：藤本讓（日本）、丘台名（臺灣）、潘文柏（香港）
- 白銀弦之助（白銀弦之助）

配音：濱田賢二（日本）
- Beater Ryu（ビーダRYU)

配音：金光宣明（日本）、孫誠（臺灣）

### 其它角色
- 御代碧奈（御代アオナ）

配音：高森奈津美（日本）、劉如蘋（台灣）、張頌欣（香港）
御代火紋的姐姐，在火紋失去與彈珠人有關的記憶後，為了阻止火紋和龍馬兩兄弟再次互相殘殺，她不再讓火紋接觸任何彈珠人，後知道父親讓他再接觸的原因，所以不會再阻止他玩彈珠人。
- 御代五行（御代ゴギョウ）

配音：成田劍（日本）、孫誠（臺灣）、陳廷軒（香港）
- 御代日美子（御代ヒミコ）

配音：柚木涼香（日本）、許盈（香港）
- 光明寺明里（光明寺アカリ）

配音：佐藤利奈（日本）、劉如蘋（臺灣）、詹健兒（香港）
- 稻葉夏美（稲葉ナツミ）

配音：高本惠（日本）、劉如蘋（臺灣）、凌晞（香港）
持有彈珠人：片手躍兔
- ハガタキ（ハガタキ）

配音：川田紳司（日本）、鍾見麟（香港）
- 闇黒寺源夜（エージェントダーク）

配音：梅津秀行（日本）、陳廷軒（香港）
- 不知火會長（不知火会長）

配音：金光宣明（日本）、蘇強文（香港）

## 彈珠人
- 爆炎朱雀（ドライブ＝ガルバーン）

配音：鳥海浩輔（日本）、丘台名（臺灣）、李錦綸（香港）
超技：爆炎衝擊,爆炎極限衝擊 爆熱衝擊,爆熱極限衝擊 真空爆擊,真空烈風爆擊 終極爆炎衝擊,終極爆炎神力衝擊
- 超音速白龍（ソニック＝ドラヴァイス）

配音：竹内良太（日本）、孫誠（臺灣）、關令翹（香港）
超技：白龍疾風擊,超音速疾風擊
- 追擊黃蜂（スロット＝ビードル）

配音：金光宣明（日本）、陳成港（香港）
超技：狙擊讀針,狙擊重裝毒針
- 銀牙天狼（ガンロック＝ヴォルグ）

配音：金光宣明（日本）、巫哲棋（香港）
超技：餓狼彈,餓狼烈風彈
- 翱翔獵鷹（アクロス＝イグル）

配音：金光宣明（日本）、鄧港文（香港）
超技：獵鷹飛擊,獵鷹刺殺飛擊
- 王者白虎（クライス＝レイドラ）

配音：岸尾大輔（日本）、陳卓智（香港）
超技：閃光斬擊,閃光銀刃斬擊 閃光超烈斬擊,雷神超烈斬擊 究極白虎閃光斬,究極白虎雷神斬
- 帝王黑龍（ストリーム＝ドラゼロス）

配音：檜山修之（日本）、孫誠（臺灣）、陳灝瑋（香港）
超技：雙龍審判斬,真.雙龍審判斬
- 刺客毒蠍（マッハ＝サソード）

配音：金光宣明（日本）、周良鴻（香港）
超技：暗殺突刺,暗殺疾風突刺
- 天翼蒼龍（ライジング＝ドラシアン）

配音：伊藤健太郎（日本）、陳彥鈞（臺灣）、李震權（香港）
超技: 天翼爆擊,天翼衝鋒爆擊,極龍天翔擊,超極龍天翔擊,神龍天翔擊,究極神龍天翔擊
- 熾焰紅龍（アサルト＝ドラグレン）

配音：遊佐浩二（日本）、陳灝瑋（香港）
超技： 爆龍烈焰破,超龍烈焰破,究極爆炎斬
- 神風玄武（ガトリング＝デスシエル）

配音：杉山纪彰（日本）、黃積權（香港）
超技：暴風極焰,暴風暗黑極焰 地獄極焰,地獄暗黑極焰
- 爆擊雄獅（ジェット＝レオージャ）

配音：金光宣明（日本）、葉振聲（香港）
超技：獸王擊,獸王雷鳴擊
- 幻影麒麟（トリプル＝ギルシオン）

配音：杉田智和（日本）、鍾見麟（香港）
桂特蘭的究極聖獸之一，邪惡的究極聖獸，聖光鳳凰的死對頭，象徵黑暗和月亮，試圖透過打倒聖光鳳凰掌管桂特蘭的任何一切。擁有控制他人思想的能力，目前已經控制三個人類（御代龍馬、御代火紋和光明寺明里），在第52話企圖再度控制御代火紋，但失敗。除此以外更會竊取他人的生命能量，最終被四位B大師合力封印。
超技：三角幻象擊,三角最終幻象擊
- 左旋神馬（レフト＝スタリオン）、右旋龍獸（ライト＝ドレイク）

超技：雙重幻影擊,究極雙重幻影擊
- 狂暴三角龍（トリプル＝ギルシオン）

配音：金光宣明（日本）
超技：破壞龍突刺,地獄破壞龍突刺
- 聖光鳳凰（スパイク＝フェニックス）

配音：未明
超技：鳳凰極限天舞
- 連射飛兔

配音：沈小蘭（香港）
超技：飛兔跳躍音噃擊

## 劇集列表
以下劇集按照首播順序排列（不包括首播後的任何重播）

另雙語及字幕代表：首播實施雙重聲道及實施隱藏式或不顯示字幕（非固定字幕）
| 話數 | 日文標題 | 劇本         | 分鏡           | 演出         | 作畫監督                     | 總作畫監督 |
| ---- | -------- | ------------ | -------------- | ------------ | ---------------------------- | ---------- |
| 01   |          | 川崎ヒロユキ | 緒方降秀       | 緒方降秀     | 加藤愛 新田宗昭              | 藤崎賢二   |
| 02   |          | 川崎ヒロユキ | 緒方降秀       | 緒方降秀     | 加藤愛 新田宗昭              | 藤崎賢二   |
| 03   |          | 大西信介     | 甲藤円         | 松本マサユキ | 松本朋之 近藤優次            | 藤崎賢二   |
| 04   |          | 大西信介     | 甲藤円         | 松本マサユキ | 松本朋之 近藤優次            | 藤崎賢二   |
| 05   |          | 川崎ヒロユキ | 奥脇雅晴       | いわたかずや | 松本朋之 近藤優次            | 藤崎賢二   |
| 06   |          | 川崎ヒロユキ | 奥脇雅晴       | いわたかずや | 松本朋之 近藤優次            | 藤崎賢二   |
| 07   |          | 猪爪慎一     | 緒方降秀       | 緒方降秀     | 新田宗昭                     | 藤崎賢二   |
| 08   |          | 猪爪慎一     | 緒方降秀       | 緒方降秀     | 加藤愛                       | 藤崎賢二   |
| 09   |          | 川崎ヒロユキ | 甲藤円         | 松本マサユキ | 松本朋之                     | 藤崎賢二   |
| 10   |          | 川崎ヒロユキ | 甲藤円         | 松本マサユキ | 松本朋之                     | 藤崎賢二   |
| 11   |          | 大西信介     | 大宙征基       | 緒方降秀     | 加藤愛                       | 藤崎賢二   |
| 12   |          | 大西信介     | 大宙征基       | 緒方降秀     | 新田宗昭                     | 藤崎賢二   |
| 13   |          | 川崎ヒロユキ | まついひとゆき | いわたかずや | 松本朋之                     | 藤崎賢二   |
| 14   |          | 川崎ヒロユキ | まついひとゆき | いわたかずや | 松本朋之                     | 藤崎賢二   |
| 15   |          | 猪爪慎一     | 緒方降秀       | 緒方降秀     | 小野田貴之                   | 藤崎賢二   |
| 16   |          | 猪爪慎一     | 緒方降秀       | 緒方降秀     | 加藤愛                       | 藤崎賢二   |
| 17   |          | 川崎ヒロユキ | 甲藤円         | 松本マサユキ | 松本朋之                     | 藤崎賢二   |
| 18   |          | 川崎ヒロユキ | 甲藤円         | 松本マサユキ | 松本朋之                     | 藤崎賢二   |
| 19   |          | 大西信介     | 緒方降秀       | 緒方降秀     | 新田宗昭                     | 藤崎賢二   |
| 20   |          | 大西信介     | 緒方降秀       | 緒方降秀     | 小野田貴之                   | 藤崎賢二   |
| 21   |          | 猪爪慎一     | 大宙征基       | いわたかずや | 松本朋之                     | 藤崎賢二   |
| 22   |          | 猪爪慎一     | 大宙征基       | いわたかずや | 松本朋之                     | 藤崎賢二   |
| 23   |          | 川崎ヒロユキ | 緒方降秀       | 緒方降秀     | 加藤愛                       | 藤崎賢二   |
| 24   |          | 川崎ヒロユキ | 緒方降秀       | 緒方降秀     | 小野田貴之                   | 藤崎賢二   |
| 25   |          | 川崎ヒロユキ | 甲藤円         | 松本マサユキ | 松本朋之                     | 藤崎賢二   |
| 26   |          | 川崎ヒロユキ | 甲藤円         | 松本マサユキ | 松本朋之                     | 藤崎賢二   |
| 27   |          | 大西信介     | 緒方降秀       | 緒方降秀     | 新田宗昭                     | 藤崎賢二   |
| 28   |          | 大西信介     | 緒方降秀       | 緒方降秀     | 小野田貴之                   | 藤崎賢二   |
| 29   |          | 猪爪慎一     | 大宙征基       | 前園文夫     | 君野敏                       | 藤崎賢二   |
| 30   |          | 猪爪慎一     | 大宙征基       | 前園文夫     | 君野敏                       | 藤崎賢二   |
| 31   |          | 川崎ヒロユキ | 緒方降秀       | 緒方降秀     | 加藤愛                       | 藤崎賢二   |
| 32   |          | 川崎ヒロユキ | 緒方降秀       | 緒方降秀     | 新田宗昭                     | 藤崎賢二   |
| 33   |          | 大西信介     | 大宙征基       | いわたかずや | 松本朋之 近藤優次            | 藤崎賢二   |
| 34   |          | 大西信介     | 大宙征基       | いわたかずや | 松本朋之 近藤優次            | 藤崎賢二   |
| 35   |          | 川崎ヒロユキ | 緒方降秀       | 緒方降秀     | 新田宗昭                     | 藤崎賢二   |
| 36   |          | 川崎ヒロユキ | 緒方降秀       | 緒方降秀     | 加藤愛                       | 藤崎賢二   |
| 37   |          | 猪爪慎一     | 福富博         | 前園文夫     | 君野敏 山科和佳菜 安倍麻衣子 | 藤崎賢二   |
| 38   |          | 猪爪慎一     | 福富博         | 前園文夫     | 君野敏 山科和佳菜 安倍麻衣子 | 藤崎賢二   |
| 39   |          | 川崎ヒロユキ | 緒方降秀       | 緒方降秀     | 新田宗昭                     | 藤崎賢二   |
| 40   |          | 川崎ヒロユキ | 緒方降秀       | 緒方降秀     | 加藤愛                       | 藤崎賢二   |
| 41   |          | 川崎ヒロユキ | 大宙征基       | いわたかずや | 松本朋之 近藤優次            | 藤崎賢二   |
| 42   |          | 川崎ヒロユキ | 大宙征基       | いわたかずや | 松本朋之 近藤優次            | 藤崎賢二   |
| 43   |          | 猪爪慎一     | 緒方降秀       | 緒方降秀     | 新田宗昭                     | 藤崎賢二   |
| 44   |          | 猪爪慎一     | 緒方降秀       | 緒方降秀     | 加藤愛                       | 藤崎賢二   |
| 45   |          | 大西信介     | 前園文夫       | 前園文夫     | 君野敏 山科和佳菜 安倍麻衣子 | 藤崎賢二   |
| 46   |          | 大西信介     | 前園文夫       | 前園文夫     | 君野敏 山科和佳菜 安倍麻衣子 | 藤崎賢二   |
| 47   | !        | 川崎ヒロユキ | 緒方降秀       | 緒方降秀     | 桑原直子                     | 藤崎賢二   |
| 48   |          | 川崎ヒロユキ | 緒方降秀       | 緒方降秀     | 加藤愛                       | 藤崎賢二   |
| 49   |          | 猪爪慎一     | いわたかずや   | いわたかずや | 松本朋之 近藤優次            | 藤崎賢二   |
| 50   |          | 猪爪慎一     | 小高義規       | いわたかずや | 松本朋之 近藤優次            | 藤崎賢二   |
| 51   |          | 川崎ヒロユキ | 緒方降秀       | 緒方降秀     | 桑原直子                     | 藤崎賢二   |
| 52   |          | 川崎ヒロユキ | 緒方降秀       | 緒方降秀     | 加藤愛                       | 藤崎賢二   |

| 集數 | 香港翻譯標題                     | 香港翻譯標題                     | 臺灣翻譯標題 | 臺灣翻譯標題 | 日本首播時間 | 香港首播時間 | 臺灣首播時間 |
| 集數 | 雙語                             | 字幕                             | 雙語         | 字幕         | 日本首播時間 | 香港首播時間 | 臺灣首播時間 |
| ---- | -------------------------------- | -------------------------------- | ------------ | ------------ | ------------ | ------------ | ------------ |
| 集數 | T                                | F                                | F            | F            | 日本首播時間 | 香港首播時間 | 臺灣首播時間 |
| 01   | 熾熱地燃燒吧，爆炎朱雀           | 熾熱地燃燒吧，爆炎朱雀           | -            | -            | 2012.10.07   | 2013.05.11   | 2013.06.29   |
| 02   | 狙擊黃蜂                         | 狙擊黃蜂                         | -            | -            | 2012.10.14   | 2013.05.11   | 2013.06.29   |
| 03   | 冷傲旋風來襲！超音白龍！         | 冷傲旋風來襲！超音白龍！         | -            | -            | 2012.10.21   | 2013.05.18   | 2013.07.06   |
| 04   | 享受比賽的樂趣 DX Break Bomber 7 | 享受比賽的樂趣 DX Break Bomber 7 | -            | -            | 2012.10.28   | 2013.05.18   | 2013.07.06   |
| 05   | 強化彈珠人吧，高精度瞄射管       | 強化彈珠人吧，高精度瞄射管       | -            | -            | 2012.11.04   | 2013.05.25   | 2013.07.13   |
| 06   | 拿到冠軍吧，Cross Fight          | 拿到冠軍吧，Cross Fight          | -            | -            | 2012.11.11   | 2013.05.25   | 2013.07.13   |
| 07   | 孤高的野狼，神槍天狼             | 孤高的野狼，神槍天狼             | -            | -            | 2012.11.18   | 2013.06.01   | 2013.07.20   |
| 08   | 翱翔獵鷹，來了一個大胃王         | 翱翔獵鷹，來了一個大胃王         | -            | -            | 2012.11.25   | 2013.06.01   | 2013.07.20   |
| 09   | 西部也一起燃燒吧！ Cross Fight！ | 西部也一起燃燒吧！ Cross Fight！ | -            | -            | 2012.12.02   | 2013.06.08   | 2013.07.27   |
| 10   | 一招定勝負                       | 一招定勝負                       | -            | -            | 2012.12.09   | 2013.06.08   | 2013.07.27   |
| 11   | 用Road Fight決勝負吧 獵鷹撲擊    | 用Road Fight決勝負吧 獵鷹撲擊    | -            | -            | 2012.12.16   | 2013.06.15   | 2013.08.03   |
| 12   | 強敵出現了 不知火百牙            | 強敵出現了 不知火百牙            | -            | -            | 2012.12.23   | 2013.06.15   | 2013.08.03   |
| 13   | 終於來到了，暴風腳座             | 終於來到了，暴風腳座             | -            | -            | 2012.12.06   | 2013.06.22   | 2013.08.10   |
| 14   | 守護DX Break Bomber Seven        | 守護DX Break Bomber Seven        | -            | -            | 2012.12.06   | 2013.06.22   | 2013.08.10   |
| 15   | 直衝上天吧，Break Ball           | 直衝上天吧，Break Ball           | -            | -            | 2013.01.13   | 2013.06.29   | 2013.08.17   |
| 16   | 加入戰團吧，雙霸黑龍             | 加入戰團吧，雙霸黑龍             | -            | -            | 2013.01.20   | 2013.06.29   | 2013.08.17   |
| 17   | 真沒用，黑淵巴沙拿出場           | 真沒用，黑淵巴沙拿出場           | -            | -            | 2013.01.21   | 2013.07.06   | 2013.08.24   |
| 18   | 復仇之戰，不知火百牙             | 復仇之戰，不知火百牙             | -            | -            | 2013.02.03   | 2013.07.06   | 2013.08.24   |
| 19   | 熾熱起來吧！Meteor Bomber        | 熾熱起來吧！Meteor Bomber        | -            | -            | 2013.02.10   | 2013.07.13   | 2013.08.31   |
| 20   | 唦唦而來，馬赫毒蠍               | 唦唦而來，馬赫毒蠍               | -            | -            | 2013.02.17   | 2013.07.13   | 2013.08.31   |
| 21   | 開戰了！B大師爭奪戰！            | 開戰了！B大師爭奪戰！            | -            | -            | 2013.02.24   | 2013.07.20   | 2013.09.07   |
| 22   | 新生的霹靂青龍                   | 新生的霹靂青龍                   | -            | -            | 2013.03.03   | 2013.07.20   | 2013.09.07   |
| 23   | 朱雀對青龍                       | 朱雀對青龍                       | -            | -            | 2013.03.10   | 2013.07.27   | 2013.09.14   |
| 24   | 你才是東部地帶的B大師            | 你才是東部地帶的B大師            | -            | -            | 2013.03.17   | 2013.07.27   | 2013.09.14   |
| 25   | 強大的同伴 麥林雙臂              | 強大的同伴 麥林雙臂              | -            | -            | 2013.03.24   | 2013.08.03   | 2013.09.21   |
| 26   | 最終決戰 朱雀對青龍              | 最終決戰 朱雀對青龍              | -            | -            | 2013.03.31   | 2013.08.03   | 2013.09.21   |
| 27   | 很神秘 桂特蘭的傳說              | 很神秘 桂特蘭的傳說              | -            | -            | 2013.04.07   | 2013.08.17   | 2013.09.28   |
| 28   | 強襲赤龍出場                     | 強襲赤龍出場                     | -            | -            | 2013.04.14   | 2013.08.17   | 2013.09.28   |
| 29   | 白虎的決鬥！鮮紅色的卑鄙陷阱     | 白虎的決鬥！鮮紅色的卑鄙陷阱     | -            | -            | 2013.04.21   | 2013.08.24   | 2013.10.05   |
| 30   | 白虎甦醒！猛虎覺醒了             | 白虎甦醒！猛虎覺醒了             | -            | -            | 2013.04.28   | 2013.08.24   | 2013.10.05   |
| 31   | 友情的改變模式！強襲赤龍！       | 友情的改變模式！強襲赤龍！       | -            | -            | 2013.05.05   | 2013.08.31   | 2013.10.12   |
| 32   | 再見了！機槍玄武                 | 再見了！機槍玄武                 | -            | -            | 2013.05.12   | 2013.08.31   | 2013.10.12   |
| 33   | 機槍玄武 稱霸所有地帶            | 機槍玄武 稱霸所有地帶            | -            | -            | 2013.05.19   | 2013.09.07   | 2013.10.19   |
| 34   | 我會守護給你看！Cross Fight！    | 我會守護給你看！Cross Fight！    | -            | -            | 2013.05.26   | 2013.09.07   | 2013.10.19   |
| 35   | 野性的挑戰 傲獅對玄武            | 野性的挑戰 傲獅對玄武            | -            | -            | 2013.06.02   | 2013.09.14   | 2013.10.26   |
| 36   | 決戰吧 朱雀對玄武                | 決戰吧 朱雀對玄武                | -            | -            | 2013.06.09   | 2013.09.14   | 2013.10.26   |
| 37   | 不速之客 重炮三角                | 不速之客 重炮三角                | -            | -            | 2013.06.16   | 2013.09.21   | 2013.11.02   |
| 38   | 究極的敵人 幻影麒麟              | 究極的敵人 幻影麒麟              | -            | -            | 2013.06.23   | 2013.09.21   | 2013.11.02   |
| 39   | 會把你救出來的！至尊鳳凰         | 會把你救出來的！至尊鳳凰         | -            | -            | 2013.06.30   | 2013.09.28   | 2013.11.09   |
| 40   | 終極爆炎朱雀！                   | 終極爆炎朱雀！                   | -            | -            | 2013.07.07   | 2013.09.28   | 2013.11.09   |
| 41   | 兄弟對決！朱雀對麒麟             | 兄弟對決！朱雀對麒麟             | -            | -            | 2013.07.14   | 2013.10.05   | 2013.11.16   |
| 42   | 徹底粉碎！闇黑特工的野心         | 徹底粉碎！闇黑特工的野心         | -            | -            | 2013.07.21   | 2013.10.05   | 2013.11.16   |
| 43   | 鳳凰錦標賽，開幕了！             | 鳳凰錦標賽，開幕了！             | -            | -            | 2013.07.28   | 2013.10.12   | 2013.11.23   |
| 44   | 終極對決！終極霹靂青龍           | 終極對決！終極霹靂青龍           | -            | -            | 2013.08.04   | 2013.10.12   | 2013.11.23   |
| 45   | 不會逃避！源太對龍馬             | 不會逃避！源太對龍馬             | -            | -            | 2013.08.11   | 2013.10.19   | 2013.11.30   |
| 46   | 不依賴他人的比賽 直哉對百牙      | 不依賴他人的比賽 直哉對百牙      | -            | -            | 2013.08.18   | 2013.10.19   | 2013.11.30   |
| 47   | 至尊鳳凰的復活                   | 至尊鳳凰的復活                   | -            | -            | 2013.08.25   | 2013.10.26   | 2013.12.07   |
| 48   | 難以跨越的牆壁！阿昴和白龍       | 難以跨越的牆壁！阿昴和白龍       | -            | -            | 2013.09.01   | 2013.10.26   | 2013.12.07   |
| 49   | 全新舞台！準決賽開幕！           | 全新舞台！準決賽開幕！           | -            | -            | 2013.09.08   | 2013.11.02   | 2013.12.13   |
| 50   | 炎之兄弟對決！終於開始           | 炎之兄弟對決！終於開始           | -            | -            | 2013.09.15   | 2013.11.02   | 2013.12.13   |
| 51   | 最終決戰                         | 最終決戰                         | -            | -            | 2013.09.22   | 2013.11.09   | 2013.12.21   |
| 52   | 終極決戰！火紋對翔仔！           | 終極決戰！火紋對翔仔！           | -            | -            | 2013.09.29   | 2013.11.09   | 2013.12.21   |

## 主題曲
片頭曲「Dream」
作詞：OUTER-TRIBE，作曲、編曲：OUTER-TRIBE，歌：OUTER-TRIBE
片尾曲「Ray of light」
作詞：OUTER-TRIBE，作曲、編曲：OUTER-TRIBE，歌：OUTER-TRIBE

## 漫畫作品：激戰！彈珠人：鳳凰傳說
2012年2月起於快樂快樂月刊開始連載至今，2012年12月獨立出版成冊。，本作與動畫版無任何關係。

### 登場人物
- 引金炎司（ひきがねえんじ）

持有彈珠人：至尊鳳凰(究極聖獸)

## 播映電視台
| 東京電視台 星期日 08:45-09:00 節目 【2013年1月6日為08:30-09:00播出】 【2013年1月13日起移08:30-08:44播出】 | 東京電視台 星期日 08:45-09:00 節目 【2013年1月6日為08:30-09:00播出】 【2013年1月13日起移08:30-08:44播出】 | 東京電視台 星期日 08:45-09:00 節目 【2013年1月6日為08:30-09:00播出】 【2013年1月13日起移08:30-08:44播出】 |
| --- | --- | --- |
| | 激戰！彈珠人eS （2012年10月7日－ 2013年9月29日）                                                          | |
| 戰鬥陀螺 鋼鐵奇兵 ZERO G                                                                                  | 鑽石王牌                                                                                                  | |

| 無綫電視翡翠台 星期六10:15-10:45節目 | 無綫電視翡翠台 星期六10:15-10:45節目        | 無綫電視翡翠台 星期六10:15-10:45節目 |
| ------------------------------------ | ------------------------------------------- | ------------------------------------ |
|                                      | 爆戰彈珠人eS （2013年5月11日－2013年11月9日） |                                      |
| 爆戰彈珠人                           | 爆旋陀螺 鋼鐵戰魂 ZERO G                    |                                      |

| 東森幼幼台 星期六10:00-10:30節目 【2013年11月15日起移星期五16:30-17:00】 | 東森幼幼台 星期六10:00-10:30節目 【2013年11月15日起移星期五16:30-17:00】 | 東森幼幼台 星期六10:00-10:30節目 【2013年11月15日起移星期五16:30-17:00】 |
| ------------------------------------------------------------------------ | ------------------------------------------------------------------------ | ------------------------------------------------------------------------ |
|                                                                          | 激戰！彈珠人 eS （2013年6月29日－2013年12月21日）                        |                                                                          |
| —                                                                        | —                                                                        |                                                                          |

## 外部連結
- （日語）作品官網 （页面存档备份，存于）
- （日語）動畫官網（東京電視台） （页面存档备份，存于）
- （日語）玩具官網（Takara Tomy）